# Bleuets de Notre-Dame
Les Bleuets de Notre-Dame, parfois appelé les Bleuets de Pau, est un club omnisports officiellement fondé le 15 septembre 1920 par le curé Jean-Paul Ramonguilhem de la paroisse Notre-Dame de Pau, en collaboration avec Gaston Santé, un entrepreneur de transports, et Louis Delnaz, facteur.
Cependant, les premières activités de patronage dans les quartiers Mayolis et du Hameau remontent à 1904. Le siège du patronage était initialement situé au 28 rue Castetnau, à Pau, mais a été déplacé au 12 boulevard Alsace-Lorraine le 2 décembre 1968.
Les couleurs emblématiques du club sont le ciel et le blanc, et ses débuts ont été marqués par la section gymnastique. La section football, engagée dans des compétitions depuis 1935, a pris le pas sur le Football-Association Bourbaki à la fin des années 1950, devenant l'un des patronages les plus importants de l'Union pyrénéenne.
Le patronage a joué un rôle crucial dans la fondation du Pau FC en 1959. Au XXIe siècle, le club s'est distingué par sa section football, évoluant en Départemantal 1, et est devenu résident des nouvelles installations municipales, comprenant un terrain synthétique inauguré en 2019.
Par ailleurs, le club a été à l'origine de la création en 2019 du club des Bleuettes de Pau.

## Histoire
L'essor démographique et économique de la capitale béarnaise a la Belle Époque conduit à la création de deux nouvelles paroisses en 1913 correspondant aux zones extérieures et les plus récentes du tissu urbain.
La ville de Pau n'a longtemps compté que deux paroisses, qui correspondaient alors peu ou prou au nord et au sud de la cité :
- Saint-Martin
- Saint-Jacques
- Saint-Jean Baptiste du Hameau est créée en 1888[1].

Le quartier Mayolis, au début du XXe siècle, est traversé par le « P.O.M. » (Chemin de fer de Pau-Oloron-Mauléon), et est desservi par le tramway à vapeur de Pau, délimite l'expansion urbaine de la ville. Au-delà de l'actuel boulevard Alsace-Lorraine, débute la plaine du Pont-Long. Le quartier du Hédas voisin est lui le siège d'une importante communauté espagnole. Peu d'entreprises font vivre le quarter à l'époque, à part Ganchou pour le bâtiment, et Santé pour les déménagements avec de solides chevaux attelés aux lourdes voitures.
En 1913, Monseigneur Gieure chargea l'abbé Raymond Campo de fonder la paroisse Notre-Dame, alors rattachée à celle de Saint-Jacques. L'église Notre-Dame de Pau d'inspiration Art déco, implantée au carrefour du boulevard Alsace-Lorraine et de la rue Emile Garet, est construite en 1921 au bord d'une propriété à usage agricole.
La paroisse Saint-Joseph est établie à l'ouest de la ville, représentée par l’église Saint-Joseph de Pau construite entre 1913 et 1915, facilement reconnaissable par son style romano-byzantin. La paroisse est représentée par l'Étoile Sportive Saint-Joseph.
Le patronage catholique des Bleuets de Notre-Dame de Pau est officiellement fondé le 15 septembre 1920  par le curé Jean-Paul Ramonguilhem de la paroisse Notre-Dame de Pau, avec Gaston Santé, un entrepreneur de transports et un facteur Louis Delnaz,. Le siège du patronage est établi au 28 rue Castetnau, à Pau. Les premières mentions d'activité de patronage dans les quartiers Mayolis et du Hameau remontent toutefois à 1904,. Les statuts du patronage sont : « Œuvrer pour le développement physique et moral des jeunes gens, par la pratique des sports et la création entre ses membres des liens d’amitié et de solidarité ».
Paul Bacon qualifiera l'abbé Ramonguilhem d'« abbé populaire ». Gaston Santé, et son frère Jean, étaient des sportifs accomplis
Gaston Santé, crée en 1941, au sein de la « Maison des Jeunes du Palais des Pyrénées » , un important groupe de montagne qu'il baptisera « Cordée Jean Santé ». Jean Santé, pyrénéiste et traceur de voies, est décédé durant la Première Guerre mondiale. Le club comptait pas moins de 140 membres, ce qui était remarquable.
Le patronage est fréquenté par la jeunesse du quartier Mayolis (dont le futur ministre Edmond Michelet), quartier populaire de Pau, avec le Hédas,. Le quartier Mayolis est devenu de nos jours le Triangle, réputé pour ses nuits festives.
En 1924, les Bleuets lancent le challenge Charles Macé d'athlétisme, en souvenir du Gadzarts aux cinq victoires homologuées, qui est entré dans le cercle fermé des as de la Première Guerre mondiale après son décès en 1919 à l'âge de 21 ans. Le trophée en bronze sculpté par Ernest Gabard est remportée la première année par la Section paloise.
L’aéroclub du Béarn, le plus ancien de France, ainsi qu’une rue de Pau portent aujourd'hui le nom de Charles Macé.
Dans les années 1920 et 1930, le patronage offrait aux jeunes de ce quartier populaire la possibilité de pratiquer de nombreuses activités sportives comme le football, mais également de la musique, du théâtre, de la gymnastique, de l'athlétisme, ou du patin à roulettes.
Le Pau Football Club est issu de la scission avec le patro des Bleuets de Notre-Dame de Pau en 1959.
Le siège du patronage des Bleuets de Notre-Dame de Pau est établi au 28 rue Castetnau, à Pau. Le 2 décembre 1968, le siège est déplacé au 12 boulevard Alsace-Lorraine.
En 1982, les sections randonnée, alpinisme et pelote basque s'ajoutent sections du football, du basket-ball et ski.

## Choix du nom
Les Bleuets Notre-Dame de Pau, fondés juste après la Première Guerre mondiale, sont ainsi nommés car les bleuets sont les premières fleurs à repousser après un bombardement sur les champs de bataille. Le patronage est donc voué à symboliser la renaissance et la reconstruction.

## Section basket-ball

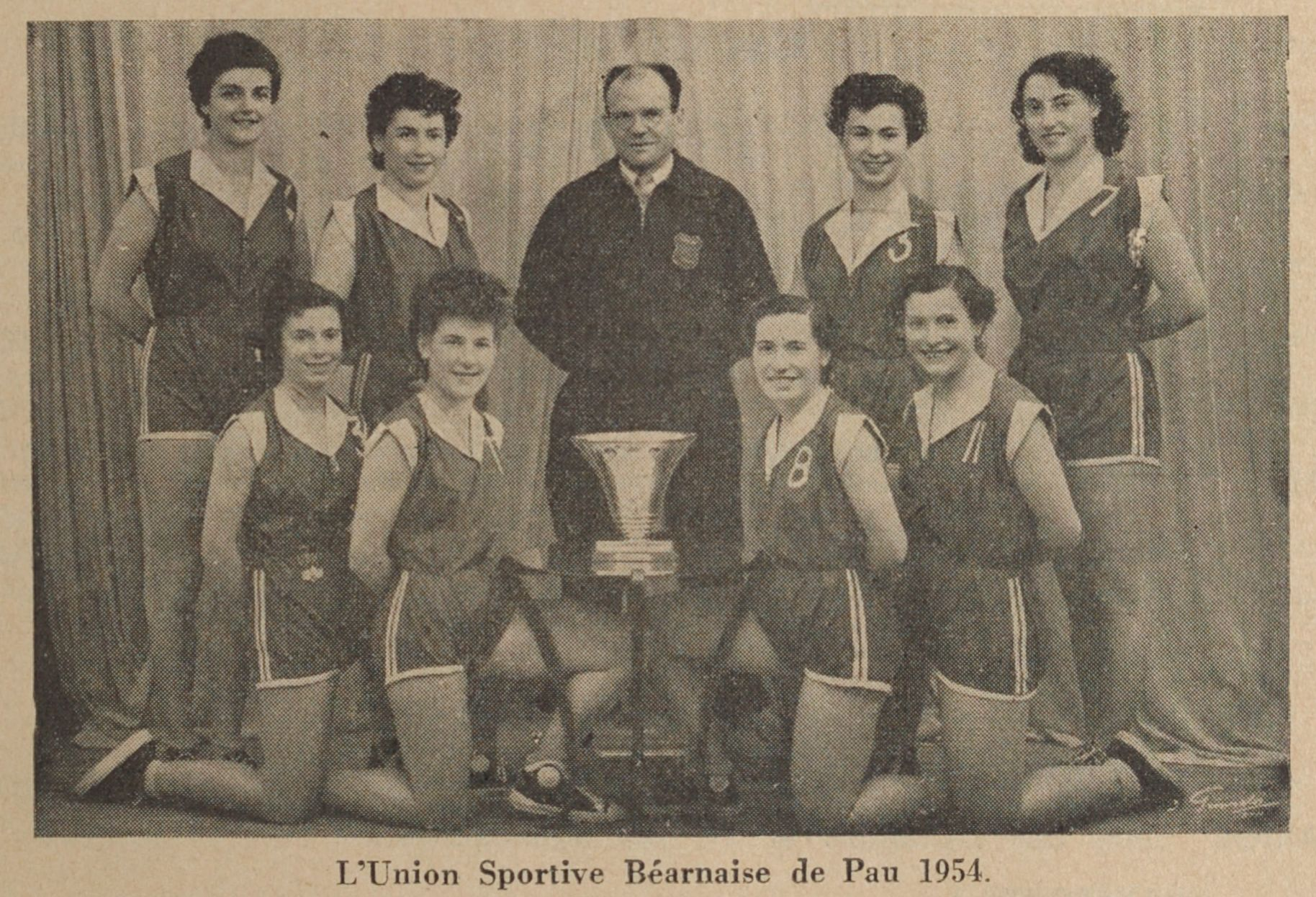
Union Sportive Béarnaise en 1954

L'équipe féminine de Basket-Ball est créée dans les années 1940 sous le nom d'Union Sportive des Bleuets.
Sous l'impulsion d'un certain Semeriva, toutes les équipes de basket-ball du secteur palois se rassemblent sous le patronage des Bleuets.
Finalistes en 1953-1954, les filles réussissent l’exploit d'être sacrées championnes de France en 1954–1955, et d'accéder à la Nationale, plus haute division du championnat.
En dix ans, les « Bleuettes » deviennent championnes de France et jouent en division nationale. Quatre joueuses du patronage béarnais accéderont à l’équipe de France.

## Section football

### Football aux Bleuets de Pau
La pratique du football est attestée dès 1920,. Les Bleuets évoluent en deuxième série en 1922, et sont rétrogradés en 3e série la saison suivante. Au début des années 1920, le patro évolue régulièrement sur la pelouse du Champ Bourda
Les Bleuets, à l'instar de nombreux autres clubs du béarnais, basques et landais disputent leur première saison complète en 1935-1936, à la création du District des Pyrénées,. En effet, les distances de déplacement pour disputer les championnats de la Ligue du Sud-Ouest centrés sur Bordeaux encourageaient les clubs à se contenter de matches amicaux ou de compétitions de patronages locales.
À partir de la saison 1936, le nouveau district permet aux Bleuets de disposer d'une plateforme sportive leur permettant de progresser et s'affirmer.
La Seconde Guerre mondiale vient toutefois interrompre les activités football. Néanmoins, en 1941, les Bleuets évoluent désormais sur un terrain de 12 000 m2, situé avenue de Buros, et destiné exclusivement au football, le futur Stade des Bleuets. Les Bleuets de Notre-Dame organisent des évènements afin d'aménager le stade équipé avec deux tribunes latérales. Le terrain est mis à disposition par M. Mestressat. Cet emplacement était à l'origine un pré à vaches de la ferme Bernès, où les joueurs allaient se laver après les matches.

### Montée en puissance avec Albert Lille (1950-1956)

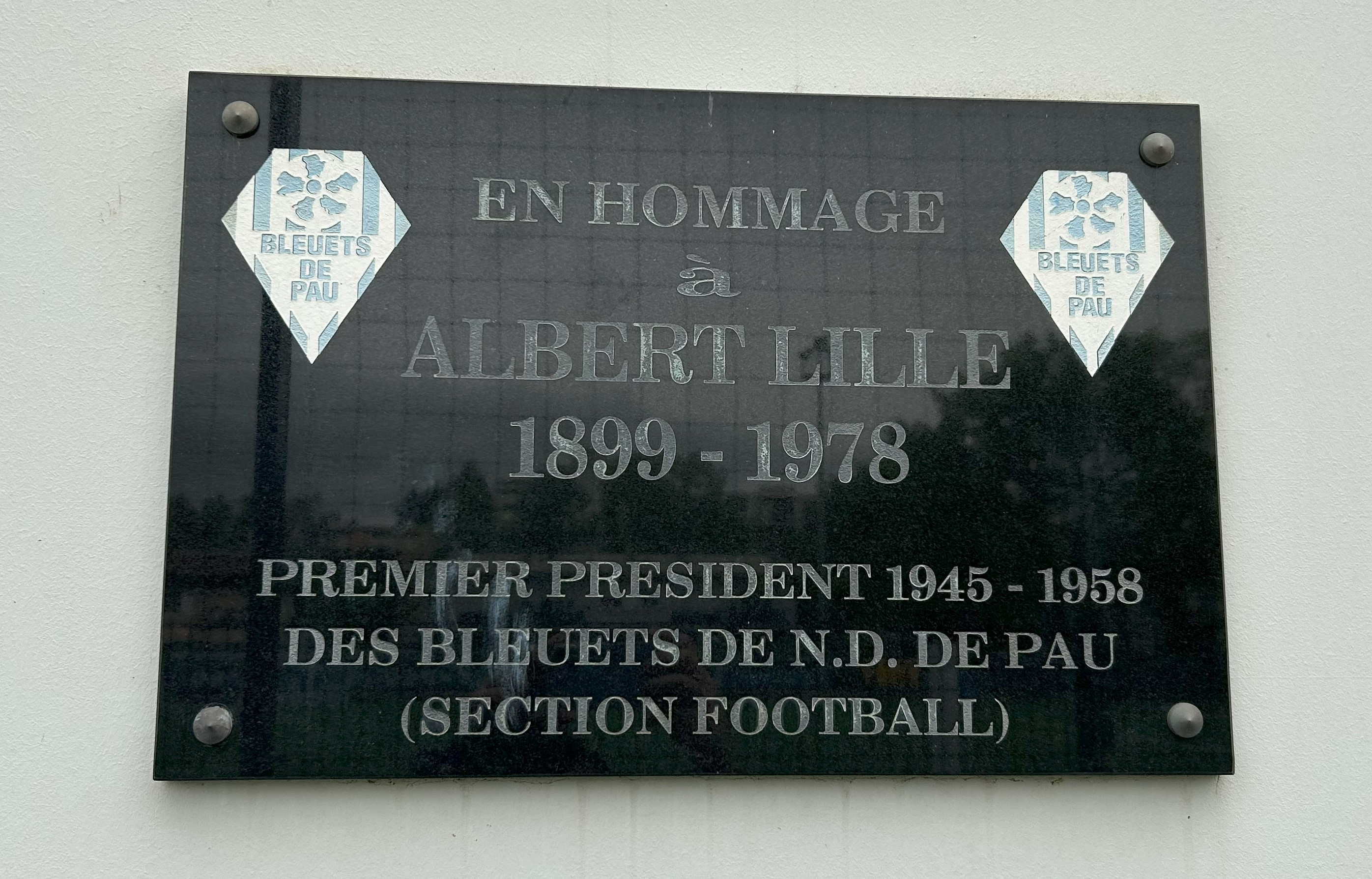
Plaque Albert Lille - Bleuets de Notre-Dame au Stade des Bleuets, à Pau.

Les Trente Glorieuses voient le « patro » béarnais commencer son irrésistible ascension, qui verra les Bleuets de Notre Dame devenir la puissance majeure du football béarnais, voire gascon jusque dans les années 1960.
Albert Lille, surnommé « Le sorcier (1899 - 1979), ancien gardien de but emblématique du FA Bourbaki dans les années 1920 est pompier et secrétaire général adjoint de la ville de Pau lorsqu'il devient vice-président de la section football des Bleuets de Notre Dame en 1945, à la Libération. Lille avait auparavant abandonné ses fonctions en 1932 au FA Bourbaki, club phare du football palois, au lendemain de la Première Guerre mondiale, afin de rejoindre l'ambitieux patronage de la route de Buros, où il restera jusqu'en 1958. Les Bleuets avaient acquis en 1941 ce terrain de 12 000 m2, situé chemin de Buros, afin de construire un stade destiné au football, le Stade des Bleuets, équipé de deux tribunes latérales. Cet emplacement était à l'origine un pré à vaches de la ferme Bernès, où les joueurs allaient se laver après les matches.
À cette époque, la ville de Pau ne possédait pas de terrains municipaux, un manque d'infrastructure qui n'encourage pas la généralisation du Football-Association.
Albert Lille a joué un rôle capital dans le développement du « patro » palois et du football en Béarn. Sous sa direction, les Bleuets se structurent et entament une irrésistible ascension parmi les divisions régionales grâce à une génération de joueurs issus du Quartier Mayolis.
Les Bleuets connaissent ainsi neuf montées en dix saisons, avec un final en apothéose et l'accession à la plus haute division amateur française, à une époque où la pyramide des ligues française était fermée. Cette performance était d'autant plus remarquable que l'effectif était en grande partie composé de joueurs natifs de la ville, et plus spécialement du quartier Mayolis (le Triangle de nos jours). Cette accession en Division Nationale était venue consacrer l'excellent travail de formation mené par le patronage depuis plus de 10 ans.
Les Bleuets de Notre-Dame proposaient alors un football « à l'anglaise », physique et engagé, correspondant au caractère d'une ville où le rugby à XV règne en maître.

Le rôle majeur d'Albert Lille a été reconnu avec la pose d'une plaque au Stade des Bleuets (sans que l'on ne sache si celle-ci a été conservée après la rénovation de 2019 De plus, Albert Lille est décoré de la médaille d'or de l'Education physique et des Sports en 1952.

« Si vous n'avez pas tout donné, vous n'avez rien donné. »

— Albert Lille
Albert Lille occupait des fonctions étendues au sein du club, de l'administratif au sportif, et se consacrait plus spécialement aux équipes de jeunes. Lille a conduit son groupe aux titres de champions de l'Union Pyrénéenne, dans plusieurs catégories d'âge. Cette équipe confirmera en devenant champions de la Ligue cadets, puis champions de France FSCF juniors en avril 1950 face à la « Vigilante de Saint-Étienne » à Montpellier sur le score de 4 à 1, sur le terrain du Stade Olympique Montpelliérain.
Les Bleuets de Notre Dame de Pau succèdent aux voisins du FA Bourbaki au palmarès.
Au début des années 1950, ce groupe de joueurs prometteurs effectue enfin ses premiers pas en Ligue du Sud-Ouest.
Le 31 mai 1951, les Bleuets remportent le titre de Champion de Quatrième Série de Ligue du Sud-Ouest, battant en finale le Gallia-Club de Bordeaux sur le score de 3-1 en finale et obtenant ainsi la promotion en 3e série.
La saison suivante en 1951-1952, les Bleuets obtiennent le titre de Champion de Troisième Série de Ligue du Sud-Ouest et la promotion en Deuxième Série de Ligue du Sud-Ouest. Les Bleuets s'inclinent en finale de Deuxième Série de Ligue du Sud-Ouest face au Gallia-Club de Bordeaux.
La saison 1953-1954 voit les Bleuets accéder à la Première Série de Ligue du Sud-Ouest.
Continuant sur sa lancée, les joueurs du quartier Mayolis obtiennent la promotion en Promotion Honneur de Ligue du Sud-Ouest même si le titre de champion leur échappe. La montée est acquise à l'occasion d'une victoire sur Hagetmau par 2 buts à 1 le 30 mars 1954.
À l'issue de la saison 1954-1955, les Bleuets de Notre-Dame de Pau manquent de peu une cinquième promotion consécutive et l’accession en Division d'Honneur de Ligue du Sud-Ouest, antichambre de l'élite régionale. Le FA Bourbaki était alors le seul représentant du football palois à ce niveau.
À l'orée de la saison 1955 - 1956, Edouard Lassus, membre du club de longue date est promu entraîneur et les Bleuets de Notre-Dame de Pau accèdent pour la première fois en Promotion d'Honneur du Sud-Ouest en 1956.
À la suite de cette promotion, les Bleuets se maintiennent deux saisons à ce niveau, et le groupe de joueurs confirme les espoirs placés en eux en faisant bonne figure dans l'élite régionales amateur, à une époque où les ligues de football professionnel étaient fermées en France.

Les Bleuets terminent à la première place du championnat de Promotion d'Honneur de la Ligue du Sud-Ouest en 1956, et accèdent à l'élite régionale: le Championnat de Division Honneur de la Ligue du Sud-Ouest.
| Rang | Équipe                | Pts | J  | G  | N | P  | Bp | Bc | Diff |
| ---- | --------------------- | --- | -- | -- | - | -- | -- | -- | ---- |
| 1    | Bleuets de Notre-Dame | 25  | 17 | 11 | 4 | 2  | 50 | 22 | +28  |
| 2    | Pauillac              | 19  | 16 | 8  | 3 | 5  | 34 | 31 | +3   |
| 3    | Lacanau               | 19  | 17 | 8  | 3 | 6  | 34 | 32 | +2   |
| 4    | Floirac               | 19  | 17 | 8  | 3 | 6  | 29 | 29 | 0    |
| 5    | Talence               | 18  | 17 | 6  | 6 | 5  | 42 | 41 | +1   |
| 6    | Blaye                 | 16  | 16 | 5  | 6 | 5  | 33 | 24 | +9   |
| 7    | Union Jurançonnaise   | 16  | 17 | 6  | 4 | 7  | 40 | 39 | +1   |
| 8    | Audenge               | 14  | 17 | 5  | 4 | 8  | 43 | 42 | +1   |
| 9    | ASPTT Bordeaux        | 13  | 17 | 5  | 3 | 9  | 30 | 39 | -9   |
| 10   | SU Agen               | 8   | 17 | 2  | 4 | 11 | 20 | 51 | -31  |

### Lepatrophare du football béarnais (1956 -1958)
Au début de la saison 1956-1957, le patronage se structure et attire l’entraîneur hongrois Bela Herczeg, ancien joueur du MTK Hungaria FC et de clubs « professionnels » en France comme Montpellier, Sochaux, Grenoble, arrive en provenance de Hyères afin de succéder à Edouard Lassus au début de la saison 1957 - 1958. En effet, une directive fédérale de 1957 impose aux Bleuets un entraîneur officiel. Par ailleurs vice-président, Albert Lille cède alors sa place sur le banc au Hongrois Bela Herczeg.
La Hongrie est à cette époque le pays dominant le paysage du football mondial, le Onze d'or hongrois de la première moitié des années 1950, champion olympique en 1952 et finaliste malheureux de la coupe du monde de football de 1954 émerveille le monde du football.
Lors de la saison 1957-1958, le patronage du vice-président Lille et de l’entraîneur Herczeg obtient le titre de Champion de Division Honneur de la Ligue du Sud-Ouest en 1958 au goal-average face au Stade Montois, grâce à une victoire sur le score de 3 à 2 remportée face au Stade macaudais.,,
| Rang | Équipe                | Pts | J  | G  | N | P  | Bp | Bc | Diff |
| ---- | --------------------- | --- | -- | -- | - | -- | -- | -- | ---- |
| 1    | Bleuets de Notre-Dame | 26  | 18 | 9  | 8 | 1  | 50 | 23 | +27  |
| 2    | Stade Montois         | 26  | 18 | 11 | 4 | 3  | 28 | 16 | +12  |
| 3    | FC Libourne           | 21  | 18 | 8  | 5 | 32 | 28 | 32 | -4   |
| 4    | Macau                 | 19  | 18 | 8  | 3 | 7  | 29 | 30 | -1   |
| 5    | Camblanes             | 18  | 18 | 7  | 4 | 7  | 37 | 21 | +16  |
| 6    | Élan béarnais         | 18  | 18 | 6  | 6 | 6  | 37 | 32 | +5   |
| 7    | FA Bourbaki           | 17  | 18 | 6  | 5 | 7  | 26 | 37 | -11  |
| 8    | Cubzac                | 17  | 18 | 6  | 5 | 7  | 12 | 28 | -16  |
| 9    | Union Jurançonnaise   | 11  | 18 | 2  | 7 | 9  | 24 | 40 | -16  |
| 10   | Arin Luzien           | 8   | 18 | 2  | 4 | 12 | 16 | 35 | -19  |

Au début de la saison 1958-1959, le patronage atteint donc la Division Nationale, le plus haut niveau du football français amateur. C'est une grande première pour le football béarnais, permettant aux Bleuets de prendre définitivement l’ascendant sur les autres clubs historiques du football palois : JAB de Pau, FA Bourbaki et l'Union Jurançonnaise.

Le groupe de joueurs était constitué autour du capitaine Pierre Lille, le fils d'Albert Lille. Huit joueurs sont issus du quartier Mayolis: Jean-Jcaques Rollin, Joseph Nougué, André Lamarque, Henri Escartin, Henri Lapique, Antoine Cazaubon, René Tardan.

### Âge d'or des Bleuets en Division nationale (1958-1959)
Les Bleuets sont donc promus en Division Nationale, obtenant une honorable 6e place dans le groupe Sud-Ouest pour leur première saison à ce niveau, cimentant ainsi leur statut de « Pionniers » du football des Pays de l'Adour. Le « patro » des Bleuets de Notre-Dame confirme également son statut de représentant phare du football béarnais.
La saison 1958-59 de la Division nationale est la 11e édition disputée sous forme de championnat annuel, qui constitue alors le premier niveau de la hiérarchie du football français amateur. La compétition est remportée cette saison-là par l'AS Saint-Étienne. René Lanusse termine meilleur buteur du groupe.
| Rang | Équipe                        | Pts | J  | G | N | P | Bp | Bc | Diff |
| ---- | ----------------------------- | --- | -- | - | - | - | -- | -- | ---- |
| 1    | ESA Brive                     | 33  | 24 | 0 | 0 | 0 | 0  | 0  | 0    |
| 2    | RC Vichy                      | 31  | 24 | 0 | 0 | 0 | 0  | 0  | 0    |
| 3    | Limoges FC                    | 27  | 24 | 0 | 0 | 0 | 0  | 0  | 0    |
| 4    | SA Rochefort                  | 27  | 24 | 0 | 0 | 0 | 0  | 0  | 0    |
| 5    | Villenave d'Ornon             | 27  | 24 | 0 | 0 | 0 | 0  | 0  | 0    |
| 6    | Bleuets de Notre-Dame         | 24  | 24 | 0 | 0 | 0 | 0  | 0  | 0    |
| 7    | La Combelle CA                | 24  | 24 | 0 | 0 | 0 | 0  | 0  | 0    |
| 8    | Girondins de Bordeaux         | 23  | 24 | 0 | 0 | 0 | 0  | 0  | 0    |
| 9    | US Cazères                    | 23  | 24 | 0 | 0 | 0 | 0  | 0  | 0    |
| 10   | SA Thiers                     | 22  | 24 | 0 | 0 | 0 | 0  | 0  | 0    |
| 11   | Stade Rodez                   | 22  | 24 | 0 | 0 | 0 | 0  | 0  | 0    |
| 12   | CSA Brassac                   | 15  | 24 | 0 | 0 | 0 | 0  | 0  | 0    |
| 13   | Toulouse Football Club (1937) | 12  | 24 | 0 | 0 | 0 | 0  | 0  | 0    |

L'engouement populaire est fort, et le match des Bleuets face à Brive en ouverture de la saison le 30 août 1958 attire même davantage de spectateurs que la Section paloise pour son derby face à l'Aviron bayonnais. Les derbys palois en Coupe du Sud-Ouest face au FA Bourbaki et à l'Union jurançonnaise suscitent également beaucoup d'engouement au niveau local.
Après avoir éliminé l'Aviron bayonnais football club, puis l'ogre du Stade Montois les Bleuets atteignent pour la première fois les derniers tours de la Coupe de France,.
Le 14 décembre 1958, les Bleuets disputent un 64e de finale de Coupe de France 1958-1959 face aux Girondins de Bordeaux, qui évoluent à l'époque en deuxième division professionnelle, terminant à la 4e place et accédant à la Division 1.
Ce match, perdu 4-1 après prolongation devant 6 000 spectateurs au Stade Des Bleuets, aménagé en un temps record pour cette grande occasion, restera l'un des plus grands moments de gloire du club,,. Le gardien Braneyre s'illustre particulièrement lors de ce match,.

Les Bleuets opposent aux Girondins un football «à l'anglaise », physique et viril avec huit joueurs issus du quartier. De nombreux joueurs sont alors employés de l'usine Beverly, comme Fabrice Escartin ou Gérard Delmas, dirigé par José Bidegain.
Ce match a clairement mis en lumière le football en Béarn et son implantation à Pau, et dépasse le simple cadre des patronages locaux.

### Vers la création d'un club de football
À la fin des années 1950, l'essentiel des équipes alignées dans les championnats de la FFF du district Pyrénées et des Pays de l'Adour sont des patronages, avec une vocation locale.
Toutefois, à l'issue de la saison prometteuse en Division Nationale 1958-1959 et de ce 64e de finale de Coupe de France face aux Girondins, le « patro » béarnais 100% amateur est tiraillé entre la nécessité de se structurer pour atteindre le haut niveau et l'orientation sociale du patronage catholique originel. De plus la direction des Bleuets estime que le niveau atteint par les Bleuets en fait une institution représentative de la ville, et non plus un patronage de quartier.

Une lettre ouverte est publiée dans La République des Pyrénées le 13 Mars 1959 appelant les volontaires à se faire connaitre auprès du journal pour « une politique d'orientation réfléchie ne détruisant pas ce qui est acquis ». Les patronages historiques du football palois (JAB de Pau, FA Bourbaki) et béarnais (USM Arudy ou Élan béarnais notamment) sont alors priés de mutualiser les ressources et de créer un club de football représentatif de la ville.

« Etant entendu que les Bleuets sont C. F. A., nous considérons ces derniers qu'ils soient de Notre-Dame, de Saint-Jacques ou de Saint-Martin, comme l'élément représentatif du football palois.
Ce faisant, une politique d'orientation réfléchie ne détruisant pas ce qui est acquis, doit s'instaurer, qui par-dessus les « racontars » de Patronages plébiscitera l'implantation solide du football à Pau.
Faire un choix, c'est au moins pour le rendre valable, mettre quelque chose en commun; c'est
faire taire tous les préjugés qui ne servent qu'a la tradition et ont le mal de satisfaire encore des besoins psychologiques erronés. Il existe à Pau et dans la proche région, une vingtaine de joueurs dignes du C. F. A. qu'il 
faut réunir dans une même équipe.
Que les dirigeants de Patronages comprennent l'intérêt de cette collaboration, de cette association à grande échelle et à long terme. L'exemple a d'ailleurs déjà été donné par M. Jamboué, pionnier de l'USM Arudy, dont le fils pratique cette année en C. F. A. aux Bleuets.
C'est la première pierre à l'édifice.
S'il veut demeurer dans notre ville, le C. F. A. a fort besoin d'effectifs valables et jeunes, il a besoin d'être pécuniairement solide et moralement sain.
Il faut que ceux qui veulent aider les Bleuets et le football se constituent en un groupement autonome susceptible par son comportement de favoriser le plein développement de ce magnifique sport collectif. »

— P.Beusa, "Parlons un peu de... Football",
 La République des Pyrénées,13 mars 1959
A l'issue de la saison 1958-1959, l’Évêché met en garde les joueurs, ceux-ci devront quitter le patronage ou renoncer à leurs indemnités.
Le 19 mai 1959, le « Football-Club de Pau » est officiellement fondé autour de l'équipe première Bleuets de Notre-Dame. C'est un divorce à l'amiable, les relations restant cordiales, et les équipes de jeunes et les bénévoles restant dans le giron des Bleuets.
Mis en sommeil pendant un an au niveau des seniors, les Bleuets repartiront ensuite au niveau régional.
Toutefois, au début des années 1970, afin de concurrencer le FC Pau, club nouvellement créé et désormais un rival sans concurrence locale, les Bleuets tentent une fusion éphémère de 1969 à 1972 avec le grand rival des années 1950, le Football-Association Bourbaki, avec René Lanusse en entraineur. Cette fusion, censée permettre de reprendre l'ascendant sur la nouvelle entité dominante du football palois et béarnais, fera long feu, et les deux clubs reprendront leurs existences propres dans les ligues régionales du Sud-Ouest.
Les Bleuets de Notre Dame de Pau remportent toutefois le Championnat de France de football des patronages en 1976-1977.
De nos jours, les Bleuets de Notre-Dame continuent à exister au niveau régional et sont toujours résolument tournés vers la formation de jeunes joueurs. Le patronage a été le trait d'union entre un quartier populaire d'artisans au Sud du boulevard Alsace-Lorraine et un secteur d'habitats denses au Nord de l'axe.
Les Bleuets de Notre-Dame n'ont plus connu de division nationale et ont fêté leur 100 ans en 2020, et l'association omnisports a créé une section féminine les Bleuettes. Les Bleuets de Notre-Dame de Pau n'ont plus connu de division nationale et ont fêté leur 100 ans en 2020, et l'association omnisports a créé une section féminine les Bleuettes.

## Palmarès
- DH Ligue du Sud-Ouest : 1958
- Coupe de France FSCF (coupe du docteur Récamier): 1977

## Sections
- Athlétisme
- Gymnastique
- Football
- Basket-Ball
- Ski alpin
- Ski de fond

## Infrastructures

### Stade des Bleuets
Le FC Pau a disputé ses matches à domicile au Stade des Bleuets de 1959 à 1968, aussi appelé stade de l'avenue de Buros.
Avant 1959, le Pau FC, alors connu sous le nom de Bleuets de Notre-Dame de Pau évoluait également au stade du 21 de l'avenue de Buros.
Le patro des Bleuets avait acquis en 1941 ce terrain de 12 000 m2 situé chemin de Buros. Cet ancien pré à vaches était doté d’une ferme, la ferme Bernès, faisant office de vestiaires.
Le stade possédait alors deux tribunes latérales, installées à la hâte pour le 64e de finale de Coupe de France 1958-1959 disputé face aux Girondins de Bordeaux.
Ce stade historique du football béarnais a été rénové en 2019, dans le cadre d'une réhabilitation d'envergure du quartier Saragosse à hauteur de 137 millions d'euros. Ainsi, la tribune principale du stade est détruite en septembre 2018, alors que la surface de jeu est dotée d'une pelouse synthétique. La capacité d'accueil du stade est désormais de 220 personnes.
Une stèle rendant hommage à la légende du patro Albert Lille est fixée au bas de la tribune côté foyer. Une plaque aux morts pour la France est aussi fixée à côté de cette stèle.

## Anciens membres
- Francis Tisiot
- Bela Herczeg
- Jean-Louis Jamboué
- Charles Macé
- Edmond Michelet
- Paul Bacon[10]